# Parafia Matki Boskiej Bolesnej w Cielu
Parafia Matki Boskiej Bolesnej w Cielu – rzymskokatolicka parafia w dekanacie Białe Błota diecezji bydgoskiej.

## Zasięg parafii
Do parafii należą wierni z miejscowości: Ciele, Kruszyn Krajeński, Prądki, Trzciniec, Zielonka i Białych Błót (3 ulice).

## Historia
Do 1924 r. kościołem parafialnym dla Ciela była fara bydgoska, a następnie po podziale parafii farnej – kościół Świętej Trójcy w Bydgoszczy. 
W 1893 r. w Cielu wzniesiono zbór ewangelicki, służący miejscowej gminie ewangelickiej do 1945 roku. 24 sierpnia 1946 r. arcybiskup gnieźnieński kardynał August Hlond erygował parafię w Cielu wydzieloną z parafii Świętej Trójcy w Bydgoszczy, która obejmowała: Białe Błota, Ciele, Kruszyn Krajeński, Lipniki, Prądki, Trzciniec i Zielonkę. Dawny zbór w Cielu został uroczyście poświęcony i począł pełnić funkcję rzymskokatolickiego kościoła parafialnego pod wezwaniem Matki Boskiej Bolesnej.
Do 1963 roku opiekę duszpasterską w parafii sprawował ks. Stanisław Mocny z Brzozy. Pierwszym miejscowym proboszczem został ksiądz Włodzimierz Reformat, który w 1978 r. został przeniesiony do Białych Błót, gdzie utworzony został nowy ośrodek duszpasterski wydzielony z dotychczasowych granic parafii Ciele. Nowym proboszczem w Cielu został ks. Czesław Sobczak.
W 1991 r. parafia otrzymała w wieczyste użytkowanie zalesiony teren pod nowy cmentarz, dwa lata później ukończono prace porządkowe i usuwanie drzewostanu. Natomiast w marcu 1994 przystąpiono do budowy kaplicy cmentarnej wraz z kostnicą według  projektu inżyniera Leszka Karolczaka z Bydgoszczy.
25 marca 2004 r. parafia znalazła się w strukturach nowo powstałej diecezji bydgoskiej, a 1 września 2008 r. w dekanacie Białe Błota.